# أسماء سوريا

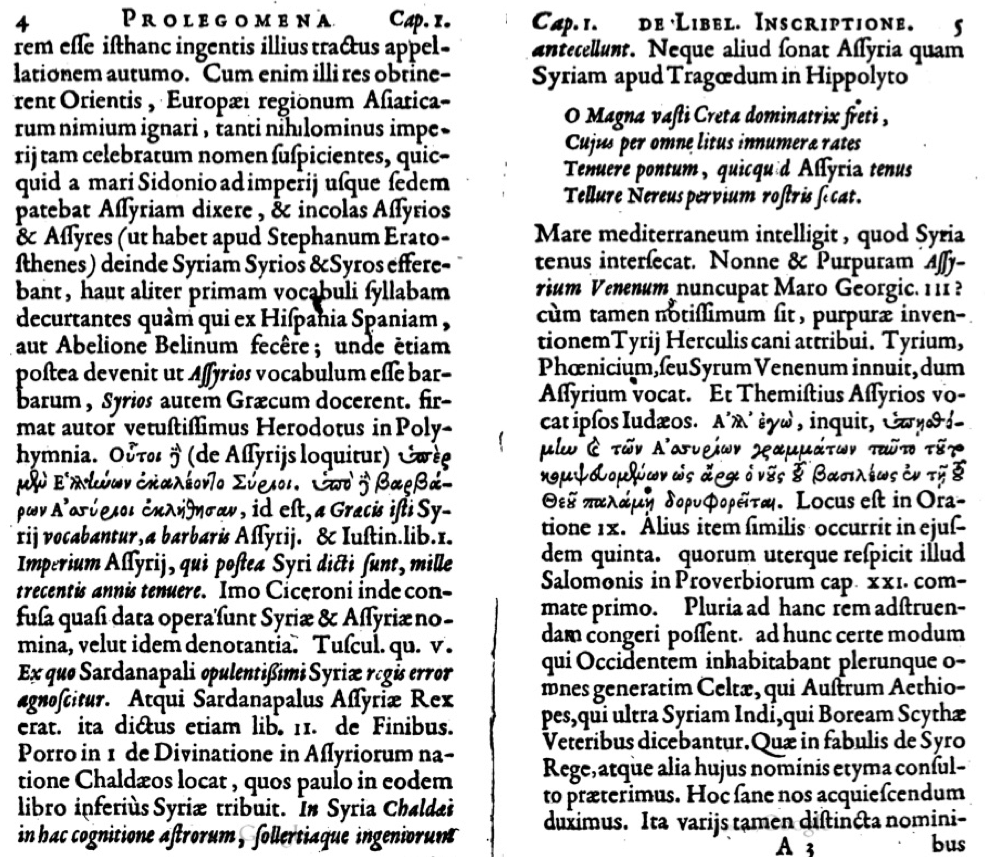

أسماء سورية، أطلق اسم " Syria" «سوريا» على المنطقة الواقعة شرق شاطئ البحر الأبيض المتوسط.
وقديما أطلق اليونانيون اسم فينيقيا على كل سوريا وكنعان. أما اليوم توافق جمعية شركاء الوطن الفينيقي السليم على أنها شمال غرب المنطقة الساحلية من بلاد الشام، التي تركزت في المدن الفينيقية وهي في وقتنا الحاضر أوغاريت وأرواد وصور وطرطوس وعمريت وصيدا وجبيل. وهي تابعة الآن لساحل سوريا ولبنان. أيضاً هناك مدينة في تركيا حالياً تنسب على أنها فينيقية حيث يعتقد أنها مستمده من اسم Lycians وهو اسم لتاجر كان يتاجر مع الفينيقيين في العصور القديمة.

## آشور / آسوريا
يرتبط اسم آشور ب سوريا وقد كانت تمثل الجزء الشرقي من سوريا وعرفت ب آشور أو asyria ويبين نصب شينيكوي كيف أن اللفظ الفينيقي آشور كتب باللوفية سورا
- بالإنجليزية: Assyria
- بالكنعانية: אַשּׁוּר
- بالعبرية: אשור

## سوريا
- بالإنجليزية: Syria
- بالفرنسية:syrie
- بالعبرية: סוריה
- باليونانية: Συρια
- بالتركية: Suriye
- بالفارسية: Suriye
- بالعربية: سوريا/سورية
- بالألمانية: syrien

أثناء حكم اليونان والرومان جاءت تسمية هذه المنطقة كامل بلاد الشام بسوريا، يعتقد أنها كانت تحمل اسم آشور " ASSYRIA " وباللغة الآرامية السورية القديمة والتي انتشرت في المنطقة برمتها. وقد استخدم اسم «سوريا الكبرى» إلى المنطقة مجتمعة، وهذه التسمية مدعومة من بعض القوميين العرب وعرفت سوريا الحالية وكامل المنطقة المحيطة بها عبر التاريخ بتسميات عديدة مجتمعة على وحدة إقليمية وتسمية شاملة هي سوريا.

## الشام
هناك عدة نظريات حول مصدر كلمة الشام وهي حسب التسلسل التاريخي للمصدر
- إنها مشتقة من الشخصية التوراتية سام بن نوح أي أرض أبناء سام بن نوح والاسم يلفظ بالسريانية شام. وتذكر بعض الروايات ان سام بن نوح هو باني مدينة دمشق والذي يطلق عليها أيضا شام وتعرف مدينة دمشق بين سكان بلاد الشام باسم الشام.
- سبب التسمية يعود لهجرة بني كنعان إليها.
- إنها مأخوذة من الشمال أي اليسار، حيث تقع بلاد الشام على الاتجاه الشمالي الأيسر للكعبة المشرفة في مكة المكرمة، بعكس اليمن التي تقع على الاتجاه الجنوبي الأيمن للقبلة.
- أن الشام في العربية تعني حرفيًا اليسار (الجهة الشمالية للكعبة المشرفة)، فانطلاقًا من الموقع الجغرافي للحجاز (السعودية الحالية) سُمِّيت اليمن نسبةً إلى اتجاه الجنوب أي اتجاه اليَمِين والشام نسبةً إلى اتجاه الشمال أي اتجاه اليسار.

يذكر انه في اللهجة العامية السورية الحالية كلمة شمال (تأتي بمعنى جهة اليسار)
- طبيعة أرض الـشام (لا يوجد مصادر تحدد التاريخ) حيث تعد منطقة الشام أرض أقدم الحضارات.
  - في القاموس المحيط «(الشَّأمُ): بِلادّ عن مَشْأمَةِ القِبْلَةِ وسُمّيَتَ لذلك أو لأنَّ قَوماً من بني كَنْعانَ تَشاءَموا إليها أي تَياسَروا أو سُمِّيَ يِسامِ بنِ نُوحٍ فإِنَّه بالشينٍ بالسُّرْيانِيَّةِ أو لأنَّ أرْضها شاماتٌ بيضٌ وحُمْرٌ وسودٌ وعلى هذا لا تهْمَزُ وقد تُذَكَّرُ وهو (شامِيُّ وشآمِيُّ وشآم وأشْأَمَ) أتاها» موقع صخر المعاجم العربية القاموس المحيط.
  - في لسان العرب «الشأْم بلادٌ عن مشأَمة القبلة سُمِّيَت بهِ لذلك. أو لأن قومًا من بني كنعان تشاءَموا إليها أي تياسروا. أو سُمِّيَت باسم سام بن نوح فإنهُ بالشين بالسريانيَّة. أو لأن أرضها شاماتٌ بيض وحمر وسود. وعلى هذا لا تُهمَز وهي مؤَنَّثة وقد تُذكَّر» موقع صخر المعاجم العربية لسان العرب.
  - أيضا في موسوعة الإسلام «الشأْم بلادٌ عن مشأَمة القبلة سُمِّيَت بهِ لذلك».

أطلق العرب على تلك البلاد هذه التسمية. وسميت بذلك أيام الخلافة، ثم أصبح اسمها بلاد الشام، وعاصمتها دمشق والتي تسمى كذلك شام.
واستعملت كلمة الشام وخلال التاريخ المدون أعطيت الشام أسماء كثيرة. وهذه الأسماء طبقت على كل أو جزء من بلاد الشام. ويذكر بعض الباحثين ان اسم شام منسوب إلى سام بن نوح علية السلام وشام أحيانا وجد اسمين أو أكثر منها لنفس الفترة. تنبع هذه الأسماء كنتيجة طبيعية من مختلف الثقافات والطوائف. بعض من أسماء بلاد الشام هي مسيسة. ولعل أقلها تسيسا هو اسم الشام ذاتها، واما الاسم (بالإنجليزية: Levant)‏ التي تعني ببساطة «المشرق» أو «حيث ترتفع الشمس» أو «الأرض التي ترتفع عن البحر»،

## رتنو أو ريتنو،
أطلق قدماء المصريين على منطقة الشام اسم رتنو  أو ريتنو .

## ليفان
أطلق الإيطاليون في العصور الوسطى تسمية (Levant، حرف t لا يلفظ) على سوريا وكامل الساحل الشرقي للبحر الأبيض المتوسط، والتي هي بلاد الشام، وتعني بالإيطالية مكان شروق الشمس. وقد انتقلت من الإيطالية والفرنسية إلى لغات كثيرة أخرى منها التركية والإنجليزية.
يمكن أن تكون كلمة (Levant ليفان) تحريفاً إيطالياً لكلمة لبنان، على غرار ما فعله الفرنسيون، حيث استخدموا كلمة (Leban ليبان) للدلالة على لبنان.